# Siquisique
Siquisique ist der Verwaltungssitz des Bezirks Urdaneta im venezolanischen Bundesstaat Lara. Die Stadt hat hohe Temperaturen, manchmal bis 40 °C. Sie befindet sich am Ufer des Río Tocuyo.

## Geschichte
Das Dorf wurde bei einem Besuch des Gouverneurs Venezuelas, Francisco de la Hoz Berrios, in der Tocuyo-Region zwischen Juni und August 1620 gegründet. Der Bischof Venezuelas, Fray Gonzalo de Angulo, etablierte das Indianerdorf San José de Siquisique unter der Verwaltung von Carora. Francisco Cano Valero wurde am 3. August der juez poblador (Gründungsrichter). Das ursprüngliche Dorf wurde westlich von Carora, am Rande des Sicare-Flusses, errichtet. Danach zogen die Menschen zur gegenwärtigen Stelle.